# Paralimnophila holoxantha
Paralimnophila holoxantha är en tvåvingeart som beskrevs av Alexander 1962. Paralimnophila holoxantha ingår i släktet Paralimnophila och familjen småharkrankar. Inga underarter finns listade i Catalogue of Life.